# 1. Luftarmee (Rote Armee)
Die 1. Luftarmee (russisch 1-я воздушная армия) der Roten Armee wurde am 5. Mai 1942 auf der Grundlage der Fliegerkräfte der Westfront aufgestellt.

## Geschichte
Im Bestand der Westfront und ab dem 24. April 1944 der 3. Weißrussischen Front nahm sie 1943 an den Operationen von Rschew–Sytschowka und Rschew–Wjasma, von Orjol sowie der Smolensker Operation teil, 1944 an der Weißrussischen Operation und der Baltischen Operation sowie 1945 an der Ostpreußen-Operation. Anfangs setzte sie sich aus fünf Fliegerdivisionen zu je vier bis fünf Fliegerregimentern zusammen, später wurde deren Zahl auf 13 erhöht. Im Einzelnen waren das die 201., 202., 203., 234. und 235. Jagdfliegerdivision, die 204. Bombenfliegerdivision, die 213. Nachtbombenfliegerdivision, die 214., 224., 231., 232., und 233. Schlachtfliegerdivision sowie die 215. gemischte Fliegerdivision. Das aus französischen Piloten gebildete Geschwader Normandie-Njemen war ab März 1943 in die 1. Luftarmee eingegliedert. 145 Angehörige der 1. Luftarmee wurden zu Helden der Sowjetunion ernannt, 27 weitere zweimal.

## Befehlshaber
- Generalleutnant Timofei Kuzewalow (Mai–Juni 1942),
- Generalmajor Sergei Chudjakow (Juli 1942–Mai 1943; am 17. März 1943 zum Generalleutnant befördert),
- Generalleutnant Michail Gromow (Mai 1943–Juni 1944),
- Generaloberst Timofei Chrjukin (Juli 1944–Mai 1945).